# Aucula ceva
Aucula ceva là một loài bướm đêm trong họ Noctuidae.